# バリスムス
バリスムス（英: ballismus）は、運動は急速かつ粗大で持続的、体幹の近い部分で強く起こる上下肢全体を投げだすまたは振り回すような大きい不随意運動のことである。視床下核の脳梗塞、脳出血で反対側に起こることが多い。自然に消えるものがほとんどだが、ハロペリドール（セレネース）、フェルナンジンの投与が有効とされている。ハンチントン舞踏病で見られる。バリスム（英: ballism）とも呼ばれ、多くは一側性で片側バリスムと呼ばれる。この舞踏病では、体の片側に激しい、体を投げ出す運動が連続して起こり、脚より腕が多いとされる。通常、脳卒中によって大脳基底核の下部が障害される。